# Eccoptocarpha
Eccoptocarpha Launert é um género botânico pertencente à família Poaceae, subfamília Panicoideae, tribo Paniceae.
O gênero apresenta uma única espécie. Ocorre na África.

## Espécie
- Eccoptocarpha obconiciventris Launert